# Calamagrostis breweri
Calamagrostis breweri là một loài thực vật có hoa trong họ Hòa thảo. Loài này được Thurb. mô tả khoa học đầu tiên năm 1880.

## Hình ảnh

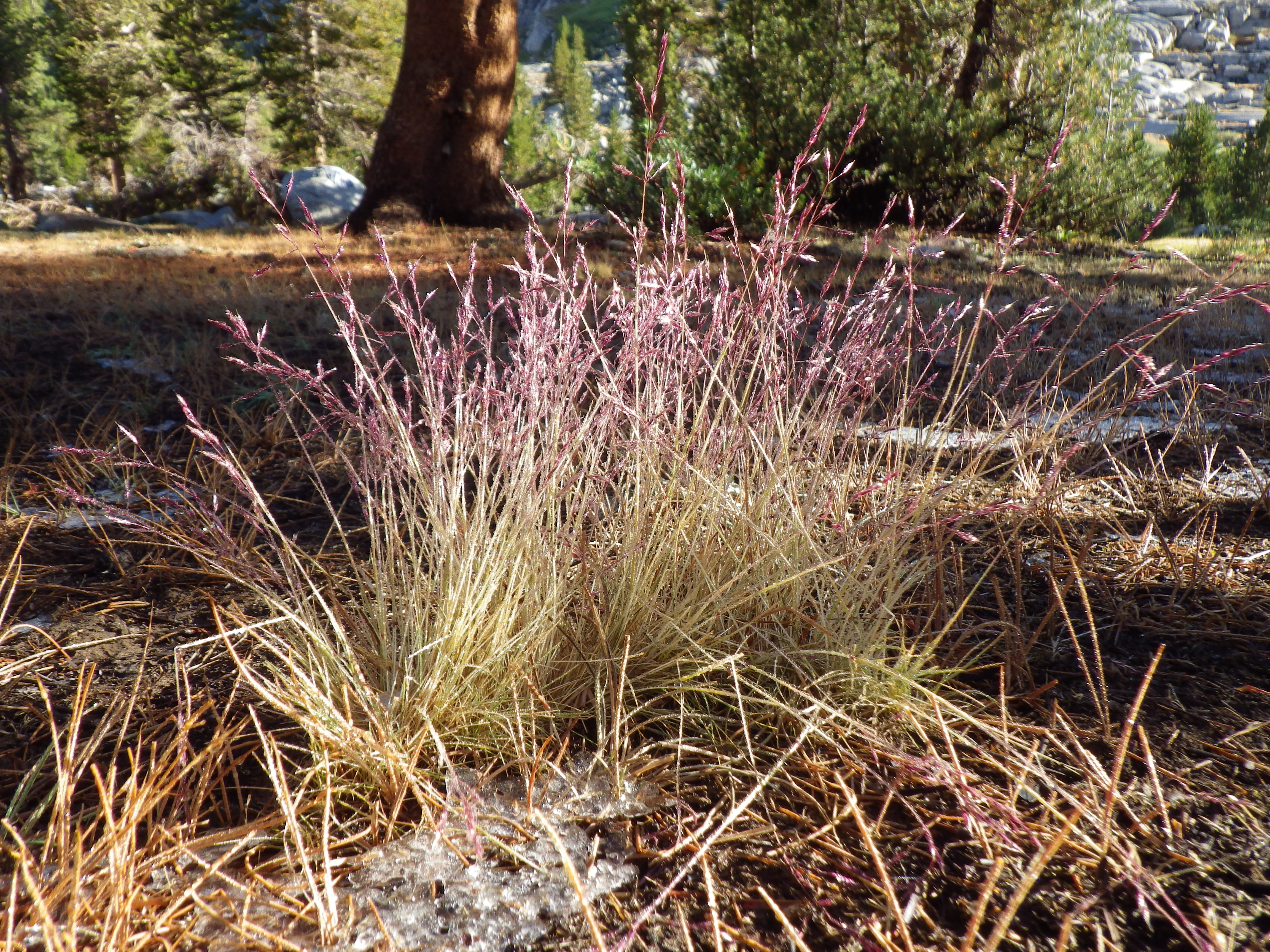
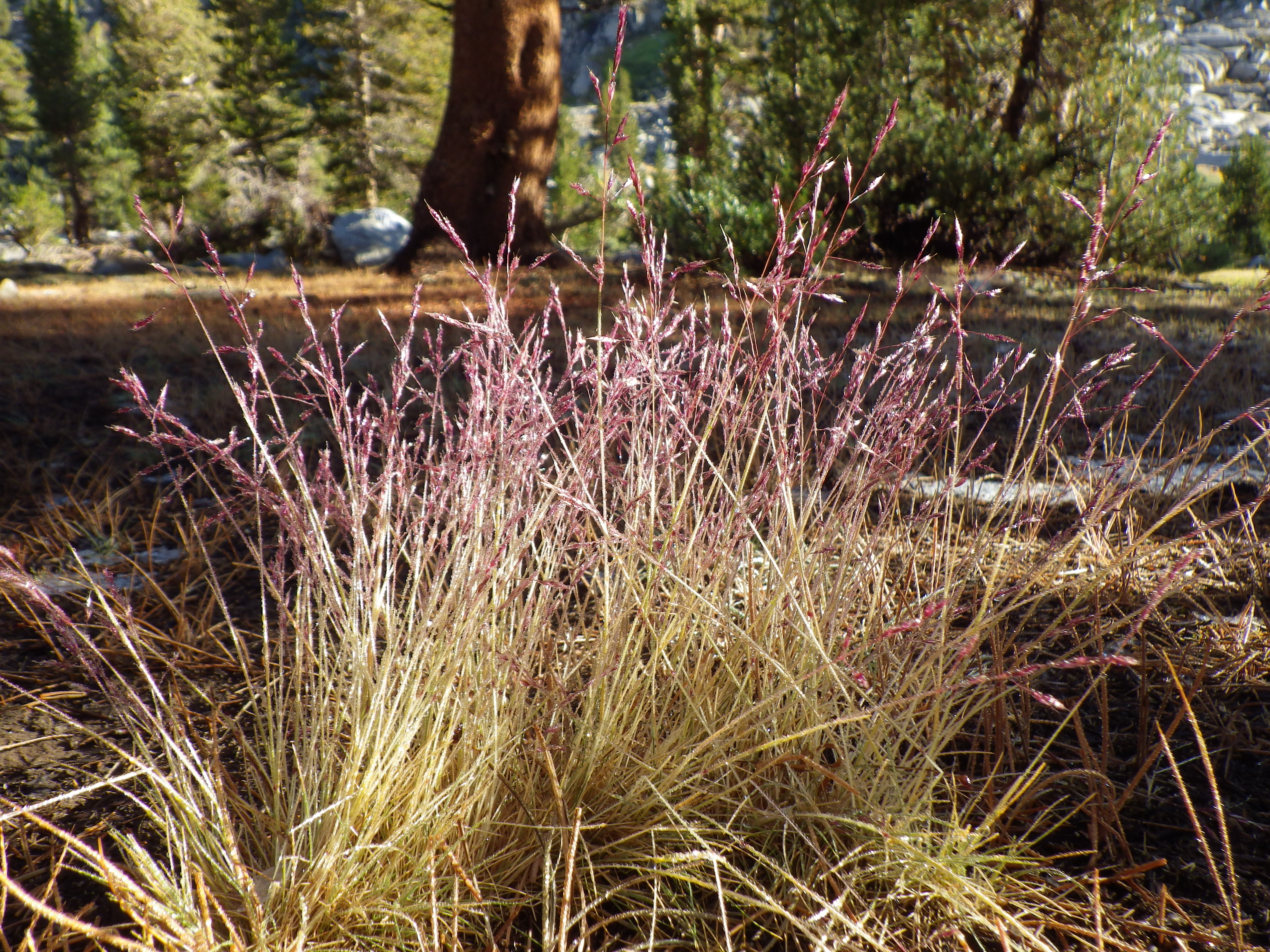
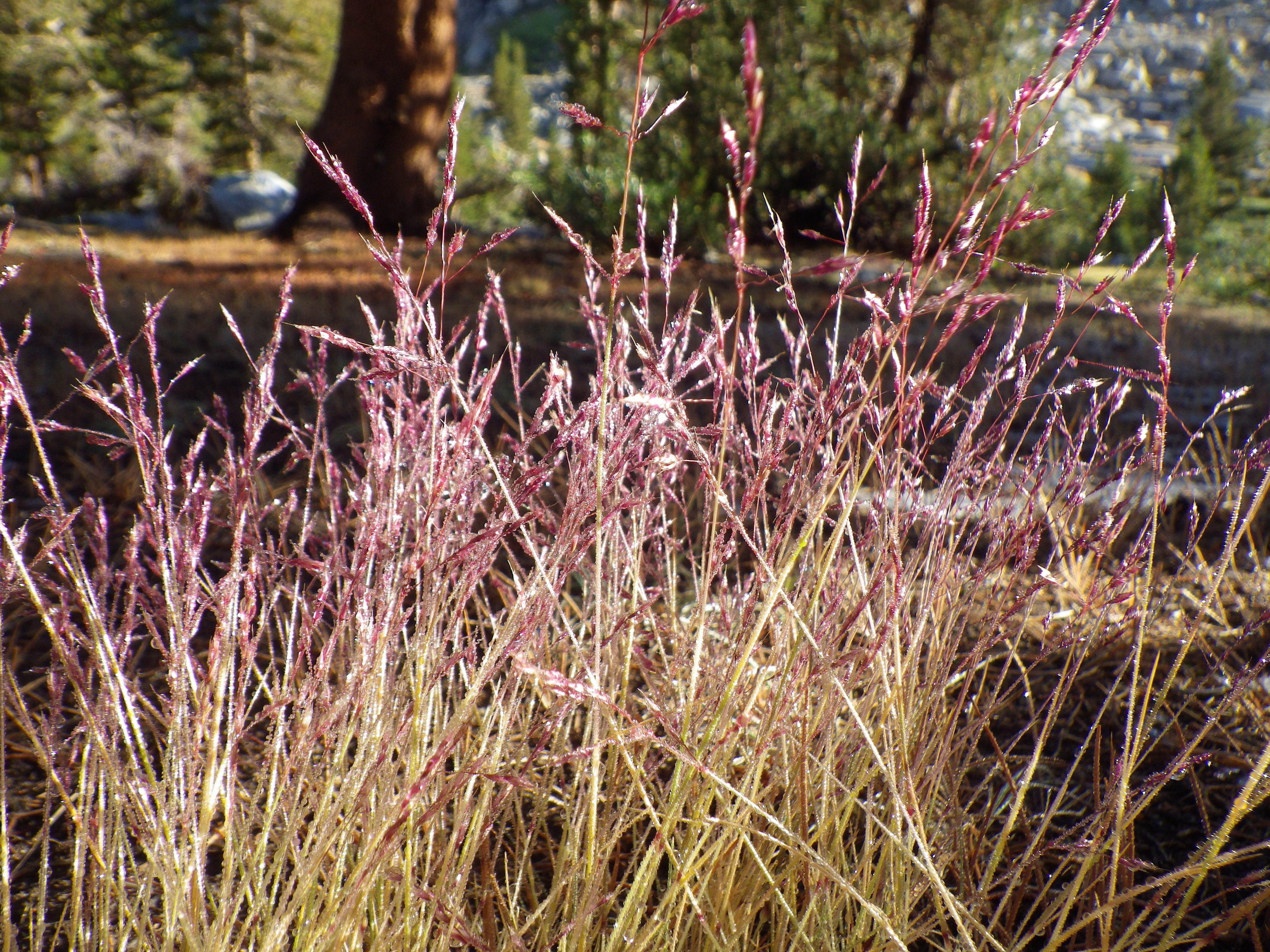
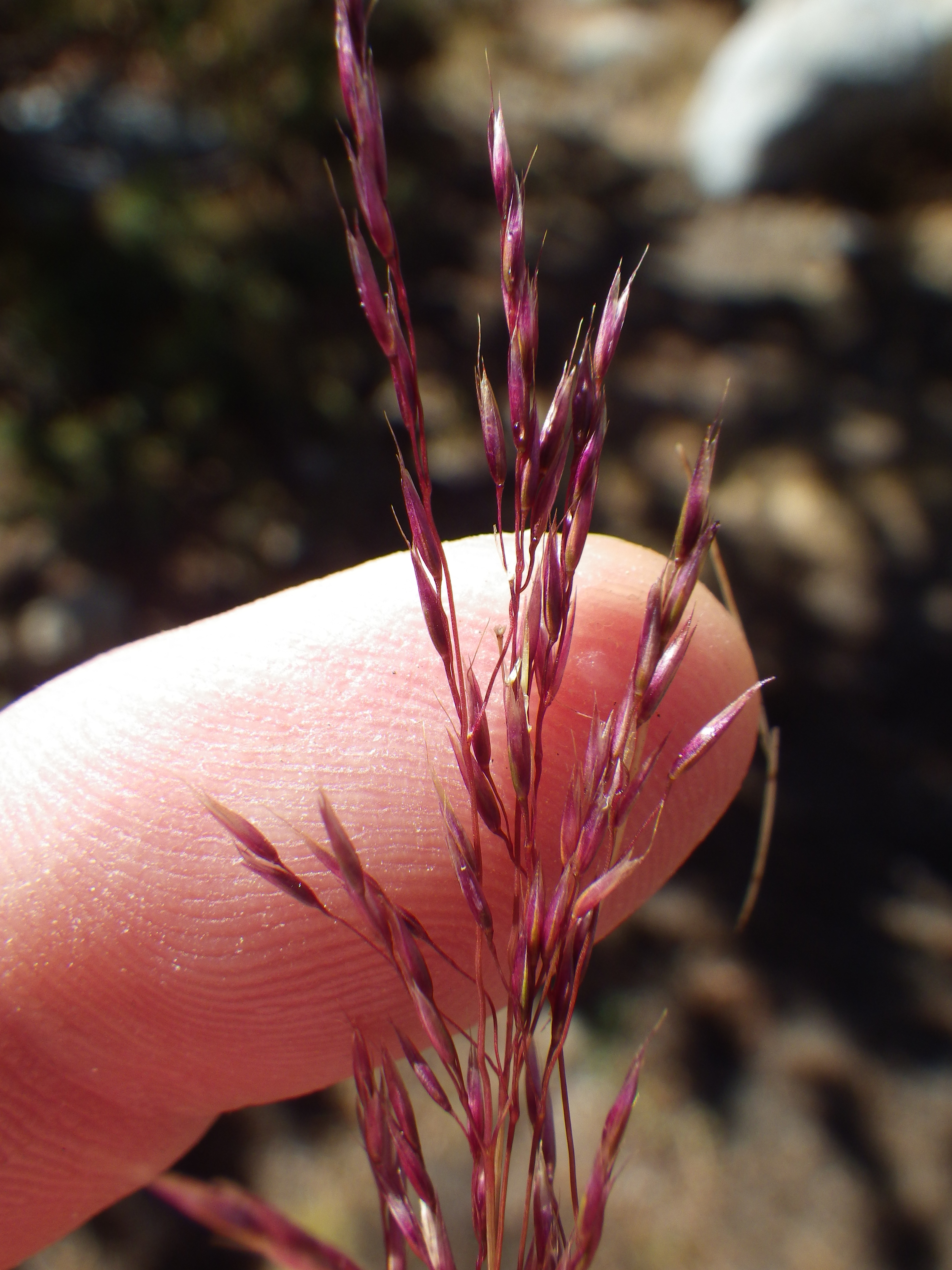